# 柳町 (鹿児島市)
柳町（やなぎまち）は、鹿児島県鹿児島市の町。旧薩摩国鹿児島郡鹿児島城下上町柳町、地蔵町。郵便番号は892-0819。人口は1,397人、世帯数は880世帯（2020年10月1日現在）。
1967年（昭和42年）より柳町の全域で住居表示を実施している。また、住居表示実施に伴う町の再編により町の全部が廃止され、柳町・浜町の一部となっている栄町（さかえまち）についても本項で述べる。

## 地理
鹿児島市の中部、稲荷川の下流域に位置する。町域の北方には大竜町、北方から東方にかけて春日町、南方には浜町、西方には上本町にそれぞれ接している。
鉄道は町域の南端に鹿児島駅に接しており、北方向には日豊本線、西方向には鹿児島本線がそれぞれ通っている。道路は町域の北部を国道10号が東西に通っている。

### 地名の由来
柳町という町名は現在の浜町や祇園之洲が埋立てられる前はこの付近が海岸となっており、海岸線の堤防に柳を植えていたことに由来する。

## 歴史

### 江戸時代
柳町及び栄町は江戸時代から見える地名であり、薩摩国鹿児島郡鹿児島城下上町のうちであった。江戸時代の栄町は地蔵町と称していた。
柳町と築地（現在の浜町の一部）との間は運河となっており、船溜となっていた。薩摩藩の国学者である白尾国柱によって著された「倭文麻環」によると柳町について以下のように記されており、漁港の様相を呈していたという。
今の蛭児社の辺を築島と称ふ、是より浜つづきに堤ありて、柳を植られぬる程に、そが町となりしをば柳町と名け、後又魚屋立て小魚屋と呼べり、蛭児祠の後ろの小路を苙口といふ、是も本は卸口にて海に下るの卸門なり—倭文麻環

### 明治時代から住居表示実施まで
明治時代前期の柳町は平民が多く住んでおり、町人街であった。明治4年に江戸時代から明治時代初期までの地蔵町は、「栄町」に改称した。栄町という町名については港町の更なる繁栄を願って命名された。
1888年（明治21年）に公布された市制（明治21年法律第1号）に基づき、1889年（明治22年）2月2日に官報に掲載された「 市制施行地」（内務省告示第1号）によって鹿児島が市制施行地に指定された。3月5日には鹿児島県令第26号によって鹿児島郡のうち50町村が市制による鹿児島市の区域と定められ、4月1日に市制が施行されたのに伴い、鹿児島郡50町村（山下町、平之馬場町、新照院通町、長田町、冷水通町、上竜尾町、下竜尾町、池之上町、鼓川町、稲荷馬場町、清水馬場町、春日小路町、車町、恵美須町、小川町、和泉屋町、浜町、向江町、栄町、柳町、易居町、中町、金生町、東千石馬場町、西千石馬場町、汐見町、泉町、築町、生産町、六日町、新町、松原通町、船津町、呉服町、大黒町、堀江町、住吉町、新屋敷通町、加治屋町、山之口馬場町、樋之口通町、薬師馬場町、鷹師馬場町、西田町、上之園通町、高麗町、下荒田町、荒田村、西田村、塩屋村）の区域より鹿児島市が成立した。柳町、栄町はそれぞれ鹿児島市の町となった。
1910年（明治43年）3月5日には柳町で火災が発生し、柳町において57戸が全焼する被害があった。大正時代に栄町に大蔵省専売局鹿児島製造所が置かれた。
第二次世界大戦中の1945年（昭和20年）7月27日には、アメリカ軍の爆撃機によって鹿児島駅周辺一帯に対しての爆撃が行われ、鹿児島駅に停車中の列車に爆弾が直撃したほか、柳町に加えて近隣の車町、恵美須町、和泉屋町にも被害が及び死者420名、負傷者650名を出す惨事となった（鹿児島大空襲）。
第二次世界大戦後の1947年（昭和22年）に日本国有鉄道九州地方自動車部鹿児島自動車営業所が柳町に営業所を設置した。また、1951年（昭和26年）には鹿児島市電上町線は柳町電停から春日町電停まで延伸した。

### 住居表示実施と町の再編

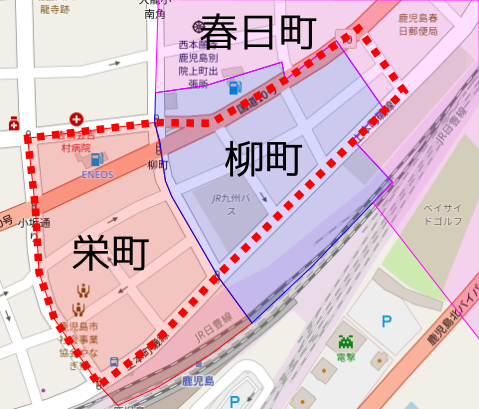
1967年の住居表示実施前後の柳町。
赤の破線が現在の柳町、赤色の区域が栄町、青色の区域が柳町、ピンク色の区域が春日町。

1962年（昭和37年）に住居表示に関する法律が施行されたのに伴い、鹿児島市は鹿児島市街地域の住居表示に着手した。1967年（昭和42年）11月1日に上町地区の一部において住居表示が実施され、住居表示の実施に伴い町の再編が行われた。栄町のうち一部が柳町に、それ以外は浜町に編入された。また柳町に春日町の一部を編入し、同時に柳町の一部を春日町に編入した。これにより栄町が廃止された。

### 町域の変遷
| 分割・統合実施後 | 分割・統合実施年   | 分割・統合実施前 |
| ---------------- | ------------------ | ---------------- |
| 柳町（一部）     | 1967年（昭和42年） | 栄町（一部）     |
| 柳町（一部）     | 1967年（昭和42年） | 春日町（一部）   |
| 春日町（一部）   | 1967年（昭和42年） | 柳町（一部）     |
| 浜町（一部）     | 1967年（昭和42年） | 栄町（残部）     |

## 人口

### 資料情報
明治時代初期から昭和時代初期にかけての柳町の人口は以下のとおりである。但し現在の柳町とは1967年（昭和42年）に町の区域の再編が行われているため、区域が異なる。
| 統計年次〔年〕     | 世帯数〔世帯〕 | 総人口〔人〕 | 備考   |
| ------------------ | -------------- | ------------ | ------ |
| 1881年（明治14年） | 490            | -            | [ 19 ] |
| 1908年（明治41年） | 222            | 1,007        | [ 3 ]  |
| 1922年（大正11年） | 152            | 1,266        | [ 3 ]  |
| 1935年（昭和10年） | 131            | 661          | [ 3 ]  |

### 国勢調査
以下の表は国勢調査による小地域集計が開始された1995年以降の人口の推移である。
| 年                 | 人口  |
| ------------------ | ----- |
| 1995年（平成7年）  | 1,045 |
| 2000年（平成12年） | 919   |
| 2005年（平成17年） | 1,182 |
| 2010年（平成22年） | 1,532 |
| 2015年（平成27年） | 1,421 |
| 2020年（令和2年）  | 1,397 |

## 施設

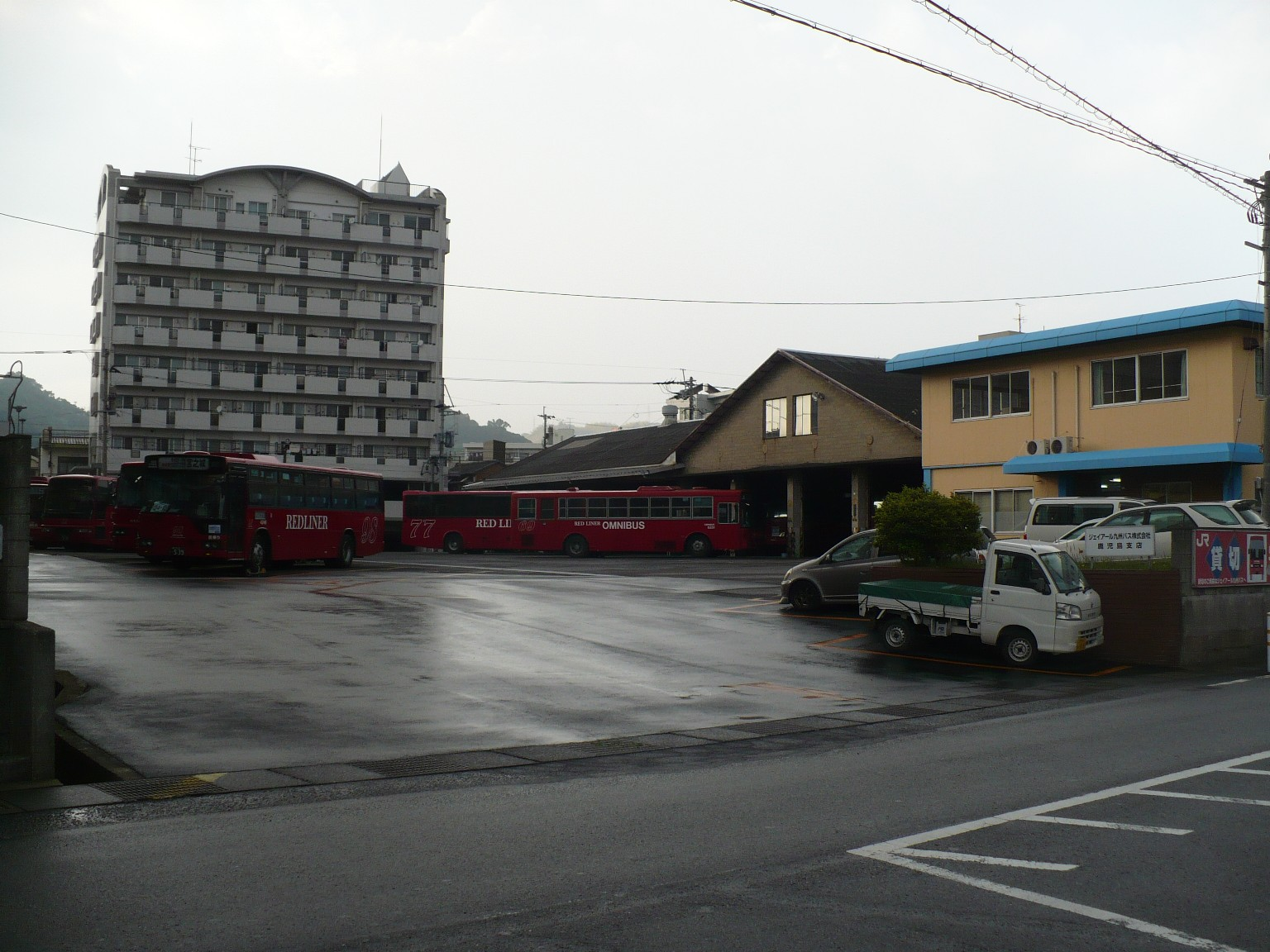
JR九州バス鹿児島支店

### 公共
- 柳町福祉館[25]（1985年（昭和60年）10月1日開所[26]）
  - 鹿児島市母子寡婦福祉会[27]

### 教育
- 同胞保育園（1948年創設[28]）

### その他
- JR九州バス鹿児島支店[29]

## 教育

### 小・中学校の学区
市立小・中学校に通う場合、学区（校区）は以下の通りとなる。
| 町丁 | 番・番地 | 小学校               | 中学校               |
| ---- | -------- | -------------------- | -------------------- |
| 柳町 | 全域     | 鹿児島市立清水小学校 | 鹿児島市立清水中学校 |

## 交通

### 道路
一般国道
- 国道10号

### 鉄道
町域の南端から東端にかけて九州旅客鉄道の鹿児島本線及び日豊本線が南北に通っており、町の境界は鹿児島駅の構内に接している。
1929年（昭和4年）から1985年（昭和60年）まで鹿児島市電上町線が町域の北端の道路上を東西に通っており、町域内には柳町電停が所在していた。